# Disney Channel (Francia)
Disney Channel è stato un canale televisivo francese di proprietà della The Walt Disney Company France e lanciato nel 1997 nella piattaforma Canalsat, versione locale dell'omonima emittente statunitense.

## Storia
Disney Channel Francia viene lanciato il 22 marzo 1997 via cavo e satelittare e dal 1º aprile 2011 via internet Service Provider. Inizialmente, il costo dell'abbonamento era di 35 franchi, ovvero circa 5 euro.
Il 2 novembre 2002 inizia le trasmissioni il canale Disney Channel +1 accanto a Playhouse Disney e Toon Disney sempre su Canalsat. Disney Channel Francia è stato lanciato in Belgio il 31 marzo 2003 come opzione delle offerte digitali via cavo con Canal+. Dopo aver annunciato nel novembre 2006 la diffusione dei canali Disney francesi in Belgio, nel dicembre vengono resi disponibili attraverso la Belgacom.
Dal 1º aprile 2011 il canale è diventato gratuito, seguendo l'esempio della Spagna.
Nel 2020, Disney Channel è tornato a essere un'esclusiva di Canal+, con l'arrivo di Disney+ e l'abbandono di Disney XD e Disney Cinema.
A seguito del mancato rinnovo del contratto tra Disney e Canal+, il canale cesserà le trasmissioni su Canal+ a partire dal 31 dicembre 2024. David Popineau, direttore del marketing digitale di Disney France, ha spiegato spiegato che “con Canal+, al momento, non abbiamo obiettivi comuni” e che questa separazione potrebbe non essere definitiva, lasciando aperta la porta a future collaborazioni tra Disney e Canal+.
In occasione dell'ondata di annunci relativi alla chiusura dei canali spagnolo e brasiliano, e del già citato ritiro del canale dal suo distributore esclusivo francese, gli articoli dei media e i messaggi virali sui reti sociali hanno disinformato i cittadini sulla chiusura del canale, anche se i programmi erano già stati annunciati dal canale francese per essere trasmessi dopo il 1º gennaio 2025.
Il 20 dicembre 2024 è stato annunciato che Disney Channel e National Geographic saranno trasmessi dal 1º gennaio 2025 su Free (Freebox e Oqee) e dal 2 gennaio 2025 su Orange, inclusi nei pacchetti base. Inoltre, su Orange e Free sono disponibili offerte con Disney+, oltre a un servizio VOD esclusivo su Orange che mostra i film 4 mesi dopo la loro uscita. Allo stesso tempo, Disney Jr. cesserà le sue trasmissioni lineari in Francia.

## Programmi

### Serie televisive

#### In onda
Fonte:
- Mamma e figlia
- Violetta

#### Non in onda
- A.N.T. Farm - Accademia Nuovi Talenti
- A tutto ritmo
- Jessie
- Little Lulu Show
- Liv e Maddie
- Wolfblood - Sangue di lupo
- Tranches de vie
- Austin & Ally
- Scherzi da star
- Buona fortuna Charlie
- Non sono stato io
- Chiamatemi Giò
- Kronos - Sfida al passato
- Tesoro, mi si sono ristretti i ragazzi
- Foreign Exchange
- Cory alla Casa Bianca
- Covington Cross
- Davy Crockett
- La mia vita con Derek
- Even Stevens
- State of Georgia
- Hannah Montana
- Honey West
- I'm in the Band
- Crescere, che fatica!
- Jake & Blake
- Il famoso Jett Jackson
- Jonas L.A.
- Eddie, il cane parlante
- Zack e Cody sul ponte di comando
- Zack e Cody al Grand Hotel
- Sesamo apriti
- Looney Tunes
- I maghi di Waverly
- Lizzie McGuire
- Mako Mermaids
- M.I. High - Scuola di spie
- Perché a me?
- The Zack Files
- Coppia di re
- Le petit malin (Smart Guy)
- Raven
- Phil dal futuro
- Richard Diamond
- Sister, Sister
- Sonny tra le stelle
- Trop la classe!
- Trop la classe café!
- In a Heartbeat - I ragazzi del pronto soccorso
- Chapi Chapo
- Brian O'Brian
- Le Labo des blouses
- Les Trésors du sixième sens
- Star Buzz
- Zapping Zone
- Top Gag
- Art Attack

### Cartoni animati

#### In onda
Fonte:
- Anfibia
- Best Bugs Forever
- Boy Girl Dog Cat Mouse Cheese
- Disney Fairies
- Elena di Avalor
- Flash con i Ronks
- I Greens in città
- The Ghost and Molly McGee
- LoliRock
- Mermaid Melody Pichi Pichi Pitch
- Mia and Me
- Mini-Ninjas
- Miraculous - Le storie di Ladybug e Chat Noir
- Sadie e Gilbert
- She-Ra e le principesse guerriere
- Tara Duncan
- Zip Zip

## Diffusione
Il centro produttivo del canale è situato a Marne-la-Vallée a Disneyland Paris.

### Via Cavo
Disney Channel Francia è disponibile per la televisione via cavo in molte regioni francesi. Il servizio è offerto dalla società Numericable in Francia e in Svizzera da Swisscom. In Belgio, la rete è disponibile da VOO a Bruxelles e in Vallonia e anche da Belgacom TV e Numericable Belgique.

### Satellitare
La stessa versione del canale è disponibile via satellitare. La programmazione è predisposta da Orange Sat, SFR Sat, e Canalsat France. È offerto anche in Svizzera da Canalsat, in Nuova Caledonia da CanalSat Calédonie, in Francia d'oltremare e Guyana francese da CanalSat Caraïbes e in Africa da CanalSat Afrique.

## Share
Al 2012, il canale ricopriva l'1.1% di share, sommando anche la rete +1. 
Nel 1997, all'inizio delle trasmissioni, aveva circa 75.000 abbonati, arrivando al 2006 a quasi 2 milioni.

## Loghi
- 1997-2003: Il logo ha uno sfondo giallo, la scritta "Disney" in rosso e "Channel" in blu. Al di sopra, troviamo 3 cerchi uniti a formare Topolino.
- 2003-2011: Tre cerchi uniti formano Topolino, all'interno troviamo la scritta Disney Channel in nero.
- 2007: Per i 10 anni del canale, il logo è lo stesso solo in rosso e nelle orecchie troviamo la scritta "10 anni".
- 2011-2014: Stesso logo, con sfondo giallo e Topolino in blu.
- 2012: Per i 15 anni del canale, il logo diventa blu e una scritta in basso, "15 ans" ("15 anni" in francese).
- 2014-2017: Il sfondo viene tolto, e diventa una scritta semplice.
- 2017: Per i 20 anni del canale, viene aggiunta una scritta in alto, "2❤️ ans" ("20 anni" in francese)
- 2017-2022: Stesso logo, ma modificato.
- 2022-: Stesso logo, ma modificato.

Logo usato dal 22 marzo 1997 al 21 giugno 2003.
Logo usato dal 21 giugno 2003 al 22 agosto 2011.
Logo usato dal 22 agosto 2011 al 30 giugno 2014.
Logo usato dal 30 giugno 2014 al 1 aprile 2017.
Logo usato dal 1 aprile 2017 al 29 agosto 2022.
Logo usato dal 29 agosto 2022.